# Joan Smalls
Joan Smalls Rodriguez (Hatillo, Puerto Rico, 11 juli 1988) is een Puerto Ricaans supermodel. In september 2012 werd ze verkozen tot beste model ter wereld door models.com. Smalls is geboren en getogen in Hatillo, Puerto Rico. Haar ouders zijn Eric Smalls en Betzaida Rodriguez. Ze heeft twee zussen: Erika en Betsey.

## Carrière
In 2011 werd ze de nieuwe beauty ambassadeur voor Estee Lauder. Zij is het eerste Latina gezicht voor het cosmetica merk. Zij verscheen samen met Bruno Mars in de juni 2011 editie van Vogue. In 2006 verscheen zij in  Ricky Martins muziek video "It's Alright". In 2010 begon ze te werken voor Victoria's Secret en liep in de 2011 & 2012 fashion show. Joan is co-host (samen met model Karlie Kloss) van MTV's fashion series "House Of Style". Daarnaast speelde ze een rol in de video clip genaamd "YONCE'  van Beyoncé.

## Campagnes en shows
Joan was te zien in reclamecampagnes en shows van o.a:
- Gucci
- Lacoste
- Gap
- H&M
- Givenchy

- Roberto Cavalli
- Giambattista Valli
- Chanel
- Fendi
- Fendi brillenlijn

- Calvin Klein broekenlijn
- David Yurman
- Mercedes-Benz
- Barneys New York
- Ports 1961

- Ralph Lauren
- Rag & Bone
- Versace
- Prabal Gurung
- Stella McCartney

## Tijdschriften
Zij verscheen in edities van meerdere tijdschriften: 
- Vogue
- Harper's Bazaar
- i-D
- GQ
- Dazed & Confused
- Amerikaanse en Spaanse V Magazine
- Glamour & W Magazine.

Daarnaast kwam ze op de cover van:
- Vogue (in zeven landen)
- Elle in het VK
- GQ (in drie landen)
- W Magazine (in twee landen)
- i-D
- Last Magazine

- 032c
- Harper's Bazaar (in 6 landen)
- Pop
- Dazed & Confused
- Stylist & V Magazine.